# CONCACAF Gold Cup 2025/Gruppe B
| Pl. | Land        | Sp. | S | U | N | Tore    | Diff. | Punkte |
| --- | ----------- | --- | - | - | - | ------- | ----- | ------ |
| 1.  | Kanada      | 3   | 2 | 1 | 0 | 009:100 | +8    | 07     |
| 2.  | Honduras    | 3   | 2 | 0 | 1 | 004:700 | −3    | 06     |
| 3.  | Curaçao     | 3   | 0 | 2 | 1 | 002:300 | −1    | 02     |
| 4.  | El Salvador | 3   | 0 | 1 | 2 | 000:400 | −4    | 01     |

Die Gruppe B des CONCACAF Gold Cups 2025 war eine der vier Gruppen des Turniers. Die ersten beiden Spiele wurden am 17. Juni 2025 ausgetragen, der letzte Spieltag fand am 24. Juni 2025 statt. Die Gruppe besteht aus den Nationalmannschaften aus Kanada, Honduras, El Salvador und Curaçao.

## Curaçao – El Salvador 0:0
| Curaçao                                                                      | Curaçao | El Salvador | El Salvador |
| ---------------------------------------------------------------------------- | --- | --- | ----------- |
| Curaçao                                                                      | \| 1. Spieltag \| \| 17. Juni 2025 um 17:15 Uhr (18. Juni um 2:15 MESZ) in San José (PayPal Park) \| \| Zuschauer: 13.042 \| \| Schiedsrichterin: Katia García ( Mexiko) \| \| Spielbericht \| | \| 1. Spieltag \| \| 17. Juni 2025 um 17:15 Uhr (18. Juni um 2:15 MESZ) in San José (PayPal Park) \| \| Zuschauer: 13.042 \| \| Schiedsrichterin: Katia García ( Mexiko) \| \| Spielbericht \| | El Salvador |
| Curaçao                                                                      | Eloy Room – Juriën Gaari, Cuco Martina, Roshon van Eijma, Sherel Floranus – Livano Comenencia (84. Godfried Roemeratoe), Leandro Bacuna , Jearl Margaritha (84. Brandley Kuwas), Juninho Bacuna, Kenji Gorré (73. Jeremy Antonisse) – Gervane Kastaneer (73. Jürgen Locadia) Cheftrainer: Dick Advocaat ( Niederlande) | Mario González – Bryan Tamacas, Julio Sibrián , Jorge Cruz, Diego Flores – Brayan Landaverde (73. Mauricio Cerritos), Melvin Cartagena, Harold Osorio (73. Darwin Cerén) – Elvin Alvarado (73. Enrico Hernández), Brayan Gil (76. Emerson Mauricio), Jairo Henríquez Cheftrainer: Hernán Darío Gómez ( Kolumbien) | El Salvador |
| Curaçao                                                                      | L. Bacuna (2.), J. Bacuna (40.) | Cartagena (36.), Gil (45.+1') | El Salvador |
| Curaçao                                                                      | Spieler des Spiels: Mario González (El Salvador) | | El Salvador |
| 1. Spieltag                                                                  | | |             |
| 17. Juni 2025 um 17:15 Uhr (18. Juni um 2:15 MESZ) in San José (PayPal Park) | | |             |
| Zuschauer: 13.042                                                            | | |             |
| Schiedsrichterin: Katia García ( Mexiko)                                     | | |             |
| Spielbericht                                                                 | | |             |

## Kanada – Honduras 6:0 (2:0)
| Kanada                                                                             | Kanada | Honduras | Honduras |
| ---------------------------------------------------------------------------------- | --- | --- | -------- |
| Kanada                                                                             | \| 1. Spieltag \| \| 17. Juni 2025 um 19:30 Uhr (18. Juni um 4:30 MESZ) in Vancouver (BC Place Stadium) \| \| Zuschauer: 24.286 \| \| Schiedsrichter: Mario Escobar ( Guatemala) \| \| Spielbericht \| | \| 1. Spieltag \| \| 17. Juni 2025 um 19:30 Uhr (18. Juni um 4:30 MESZ) in Vancouver (BC Place Stadium) \| \| Zuschauer: 24.286 \| \| Schiedsrichter: Mario Escobar ( Guatemala) \| \| Spielbericht \| | Honduras |
| Kanada                                                                             | Dayne St. Clair – Niko Sigur, Luc de Fougerolles (63. Kamal Miller), Joel Waterman, Richie Laryea (63. Zorhan Bassong) – Tajon Buchanan (80. Jacob Shaffelburg), Nathan Saliba, Mathieu Choinière, Ali Ahmed – Tani Oluwaseyi (71. Promise David), Jonathan David (63. Cyle Larin) Cheftrainer: Jesse Marsch ( Vereinigte Staaten) | Edrick Menjívar – Cristopher Meléndez (67. Luís Crisanto), Getsel Montes, Luis Vega, Joseph Rosales – Deybi Flores, Luis Palma (46. Carlos Mejía), Alexy Vega (46. Jorge Álvarez), Kervin Arriaga, Romell Quioto (81. Yustin Arboleda) – Anthony Lozano (67. Jorge Benguché) Cheftrainer: Reinaldo Rueda ( Kolumbien) | Honduras |
| Kanada                                                                             | 1:0 Sigur (27.) 2:0 Oluwaseyi (45.+2') 3:0 Buchanan (48.) 4:0 Buchanan (65.) 5:0 P. David (75.) 6:0 Saliba (90.) | | Honduras |
| Kanada                                                                             | Spieler des Spiels: Tajon Buchanan (Kanada) | | Honduras |
| 1. Spieltag                                                                        | | |          |
| 17. Juni 2025 um 19:30 Uhr (18. Juni um 4:30 MESZ) in Vancouver (BC Place Stadium) | | |          |
| Zuschauer: 24.286                                                                  | | |          |
| Schiedsrichter: Mario Escobar ( Guatemala)                                         | | |          |
| Spielbericht                                                                       | | |          |

## Curaçao – Kanada 1:1 (0:1)
| Curaçao                                                                              | Curaçao | Kanada | Kanada |
| ------------------------------------------------------------------------------------ | --- | --- | ------ |
| Curaçao                                                                              | \| 2. Spieltag \| \| 21. Juni 2025 um 18:00 Uhr (22. Juni um 1:00 MESZ) in Houston (Shell Energy Stadium) \| \| Zuschauer: 20.536 \| \| Schiedsrichter: Juan Gabriel Calderón ( Costa Rica) \| \| Spielbericht \| | \| 2. Spieltag \| \| 21. Juni 2025 um 18:00 Uhr (22. Juni um 1:00 MESZ) in Houston (Shell Energy Stadium) \| \| Zuschauer: 20.536 \| \| Schiedsrichter: Juan Gabriel Calderón ( Costa Rica) \| \| Spielbericht \| | Kanada |
| Curaçao                                                                              | Eloy Room – Joshua Brenet, Juriën Gaari (87. Gervane Kastaneer), Roshon van Eijma, Sherel Floranus – Livano Comenencia, Leandro Bacuna (60. Godfried Roemeratoe), Jearl Margaritha (59. Jeremy Antonisse), Juninho Bacuna, Kenji Gorré (75. Joshua Zimmerman) – Jürgen Locadia Cheftrainer: Dick Advocaat ( Niederlande) | Dayne St. Clair – Niko Sigur (70. Alistair Johnston), Joel Waterman, Kamal Miller, Zorhan Bassong – Nathan Saliba, Ismaël Koné (70. Mathieu Choinière), Jayden Nelson (56. Ali Ahmed, 70. Tajon Buchanan), Jonathan David , Jacob Shaffelburg (89. Cyle Larin) – Tani Oluwaseyi Cheftrainer: Jesse Marsch ( Vereinigte Staaten) | Kanada |
| Curaçao                                                                              | 1:1 Antonisse (90.+4') | 0:1 Saliba (9.) | Kanada |
| Curaçao                                                                              | L. Bacuna (8.), Floranus (57.), J. Bacuna (71.) | Miller (50.) | Kanada |
| Curaçao                                                                              | Spieler des Spiels: Jeremy Antonisse (Curaçao) | | Kanada |
| 2. Spieltag                                                                          | | |        |
| 21. Juni 2025 um 18:00 Uhr (22. Juni um 1:00 MESZ) in Houston (Shell Energy Stadium) | | |        |
| Zuschauer: 20.536                                                                    | | |        |
| Schiedsrichter: Juan Gabriel Calderón ( Costa Rica)                                  | | |        |
| Spielbericht                                                                         | | |        |

## Honduras – El Salvador 2:0 (1:0)
| Honduras                                                                             | Honduras | El Salvador | El Salvador |
| ------------------------------------------------------------------------------------ | --- | --- | ----------- |
| Honduras                                                                             | \| 2. Spieltag \| \| 21. Juni 2025 um 21:00 Uhr (22. Juni um 4:00 MESZ) in Houston (Shell Energy Stadium) \| \| Zuschauer: 20.536 \| \| Schiedsrichter: Walter López ( Guatemala) \| \| Spielbericht \| | \| 2. Spieltag \| \| 21. Juni 2025 um 21:00 Uhr (22. Juni um 4:00 MESZ) in Houston (Shell Energy Stadium) \| \| Zuschauer: 20.536 \| \| Schiedsrichter: Walter López ( Guatemala) \| \| Spielbericht \| | El Salvador |
| Honduras                                                                             | Edrick Menjívar – Luís Crisanto, Denil Maldonado , Julián Martínez, Joseph Rosales (80. Luis Vega) – Kervin Arriaga, Deybi Flores, Edwin Rodríguez (68. Dixon Ramírez), Jorge Álvarez (80. Carlos Pineda), Romell Quioto (90.+1' Luis Palma) – Jorge Benguché (69. Yustin Arboleda) Cheftrainer: Reinaldo Rueda ( Kolumbien) | Mario González – Bryan Tamacas (46. Jefferson Valladares), Julio Sibrián , Jorge Cruz, Diego Flores – Jairo Henríquez (77. Rafael Tejada), Brayan Landaverde (69. Mauricio Cerritos), Melvin Cartagena (46. Darwin Cerén), Enrico Hernández – Brayan Gil, Harold Osorio (65. Emerson Mauricio) Cheftrainer: Hernán Darío Gómez ( Kolumbien) | El Salvador |
| Honduras                                                                             | 1:0 Quioto (33.) 2:0 Ramírez (90.+5') | | El Salvador |
| Honduras                                                                             | Menjívar (90.+1') | Cruz (38.) | El Salvador |
| Honduras                                                                             | Spieler des Spiels: Romell Quioto (Honduras) | | El Salvador |
| 2. Spieltag                                                                          | | |             |
| 21. Juni 2025 um 21:00 Uhr (22. Juni um 4:00 MESZ) in Houston (Shell Energy Stadium) | | |             |
| Zuschauer: 20.536                                                                    | | |             |
| Schiedsrichter: Walter López ( Guatemala)                                            | | |             |
| Spielbericht                                                                         | | |             |

## Honduras – Curaçao 2:1 (1:1)
| Honduras                                                                     | Honduras | Curaçao | Curaçao |
| ---------------------------------------------------------------------------- | --- | --- | ------- |
| Honduras                                                                     | \| 3. Spieltag \| \| 24. Juni 2025 um 19:00 Uhr (25. Juni um 4:00 MESZ) in San José (PayPal Park) \| \| Zuschauer: 10.935 \| \| Schiedsrichter: Oshane Nation ( Jamaika) \| \| Spielbericht \| | \| 3. Spieltag \| \| 24. Juni 2025 um 19:00 Uhr (25. Juni um 4:00 MESZ) in San José (PayPal Park) \| \| Zuschauer: 10.935 \| \| Schiedsrichter: Oshane Nation ( Jamaika) \| \| Spielbericht \| | Curaçao |
| Honduras                                                                     | Edrick Menjívar – Luís Crisanto, Denil Maldonado , Julián Martínez, Joseph Rosales – Kervin Arriaga, Deybi Flores, Edwin Rodríguez (59. Luis Palma), Jorge Álvarez (76. Carlos Pineda), Romell Quioto (88. Dixon Ramírez) – Jorge Benguché (59. Anthony Lozano) Cheftrainer: Reinaldo Rueda ( Kolumbien) | Eloy Room – Joshua Brenet, Juriën Gaari (86. Brandley Kuwas), Roshon van Eijma, Sherel Floranus – Livano Comenencia, Godfried Roemeratoe, Jearl Margaritha (73. Gervane Kastaneer), Jeremy Antonisse, Kenji Gorré (80. Joshua Zimmerman) – Jürgen Locadia Cheftrainer: Dick Advocaat ( Niederlande) | Curaçao |
| Honduras                                                                     | 1:0 Álvarez (32.) 2:1 Palma (90.+1') | 1:1 Menjívar (42., Eigentor) | Curaçao |
| Honduras                                                                     | Palma (90.) | Gaari (7.), Antonisse (50.), Roemeratoe (66.), Zimmerman (81.) | Curaçao |
| Honduras                                                                     | Spieler des Spiels: Jorge Álvarez (Honduras) | | Curaçao |
| 3. Spieltag                                                                  | | |         |
| 24. Juni 2025 um 19:00 Uhr (25. Juni um 4:00 MESZ) in San José (PayPal Park) | | |         |
| Zuschauer: 10.935                                                            | | |         |
| Schiedsrichter: Oshane Nation ( Jamaika)                                     | | |         |
| Spielbericht                                                                 | | |         |

## Kanada – El Salvador 2:0 (0:0)
| Kanada                                                                               | Kanada | El Salvador | El Salvador |
| ------------------------------------------------------------------------------------ | --- | --- | ----------- |
| Kanada                                                                               | \| 3. Spieltag \| \| 24. Juni 2025 um 21:00 Uhr (25. Juni um 4:00 MESZ) in Houston (Shell Energy Stadium) \| \| Zuschauer: 19.417 \| \| Schiedsrichter: Joe Dickerson ( Vereinigte Staaten) \| \| Spielbericht \| | \| 3. Spieltag \| \| 24. Juni 2025 um 21:00 Uhr (25. Juni um 4:00 MESZ) in Houston (Shell Energy Stadium) \| \| Zuschauer: 19.417 \| \| Schiedsrichter: Joe Dickerson ( Vereinigte Staaten) \| \| Spielbericht \| | El Salvador |
| Kanada                                                                               | Maxime Crépeau – Alistair Johnston (57. Ismaël Koné), Luc de Fougerolles (77. Jamie Knight-Lebel), Derek Cornelius (57. Joel Waterman), Richie Laryea – Niko Sigur, Mathieu Choinière, Tajon Buchanan, Jacob Shaffelburg – Jonathan David (57. Daniel Jebbison), Promise David (62. Cyle Larin) Cheftrainer: Jesse Marsch ( Vereinigte Staaten) | Mario González – Jefferson Valladares, Henry Romero, Roberto Domínguez, Diego Flores – Mauricio Cerritos (88. Josué Rivera), Santos Ortíz, Darwin Cerén (61. Rafael Tejada), Harold Osorio (60. Brayan Landaverde), Jairo Henríquez – Emerson Mauricio (60. Julio Sibrián) Cheftrainer: Hernán Darío Gómez ( Kolumbien) | El Salvador |
| Kanada                                                                               | 1:0 J. David (53.) 2:0 Buchanan (56.) | | El Salvador |
| Kanada                                                                               | de Fougerolles (25.), P. David (59.) | Ortíz (16.), Domínguez (20.), Mauricio (58.) | El Salvador |
| Kanada                                                                               | Ortíz (35.) | | El Salvador |
| Kanada                                                                               | Henríquez (45.+9') | | El Salvador |
| Kanada                                                                               | Spieler des Spiels: Jonathan David (Kanada) | | El Salvador |
| 3. Spieltag                                                                          | | |             |
| 24. Juni 2025 um 21:00 Uhr (25. Juni um 4:00 MESZ) in Houston (Shell Energy Stadium) | | |             |
| Zuschauer: 19.417                                                                    | | |             |
| Schiedsrichter: Joe Dickerson ( Vereinigte Staaten)                                  | | |             |
| Spielbericht                                                                         | | |             |